# 滋賀県立湖北高等学校
滋賀県立湖北高等学校（しがけんりつこほくこうとうがっこう）
- 1948年度に新制高校として現在の滋賀県長浜市に開校した、滋賀県立伊香高等学校と滋賀県立虎姫高等学校が、1949、1950年度に統合されていた期間の校名。湖北高校としての校舎は持たず、それぞれ湖北高校伊香校舎、虎姫校舎として存在した。1951年度に統合を解消し、再び伊香高校、虎姫高校として分離独立した[1][2]。